# Воденица у Ривици
Воденица у Ривици, месту у општини Ириг, подигнута је 1800. године, према натпису који је постојао крај улаза и има статус споменика културе од великог значаја.

## Изглед
Воденица са усправним колом у Ривици подигнута по натпису спадала би међу најстарије сачуване воденице у Срему. Била је редовничка, што значи да је постојало више удеоничара, са утврђеним редом за мељаву сваког од њих. Грађена је од тврдог материјала, облепљена блатом и окречена, осим на забатној страни на којој је дрвени точак великог пречника на чије паоке пада вода спроведена с брега дрвеним коритом. Налази се у атару села на потесу Јазавац.
Услед изградње језера пренета је 1974. године на данашњу локацију, удаљену неколико стотина метара од првобитне. У нову зидану зграду воденице пренет је конзервиран млински механизам. Мада делом конзервирана она је ван употребе, јер нема воденичног јаза ни воде која би је покретала.